# 69 f.Kr.

## Händelser

### Efter plats

#### Romerska republiken
- Quintus Caecilius Metellus Creticus och Quintus Hortensius blir konsuler i Rom.
- Pompeius installerar Antiochos XIII som kung av Syrien.
- Romerska styrkor under Lucius Lucullus besegrar Tigranes II:s armé i slaget vid Tigranocerta och erövrar staden, som är huvudstad i Armenien.
- Parterna och romarna återupprättar Eufrat som gräns.
- Gaius Julius Caesar blir quaestor i Spanien.
- Jupitertemplet på Capitolium återinvigs efter brand.

#### Egypten
- Ptolemaios XII avsätter Kleopatra V och blir ensam härskare.

## Födda
- Januari – Kleopatra VII, drottning av Egypten (född detta eller föregående år)
- Octavia Minor, släkting till Julius Caesar
- Wang Zhengjun, kejsarinna av den västra Handynastin i Kina

## Avlidna
- Julia Caesaris, hustru till Gaius Marius